# 颱風安琪拉 (1995年)
颱風安琪拉（英語：Typhoon Angela，國際編號：9520，台灣編號：9522，中國大陸編號：9521，聯合颱風警報中心：29W，菲律宾大气地球物理和天文管理局：Rosing）是1995年太平洋台风季的一個热带气旋，形成於10月20日，並在11月7日消散。安琪拉是一股非常強大的五級熱帶氣旋，其最高持續風速達到時速285公里（相當於時速180英里），最低氣壓低至910百帕（毫巴）。
安琪拉影响了菲律賓中部地區，並為該區造成巨大損失。安琪拉造成93.3億披索（約3.15億美元，兩者均以1995年計算，下同）的經濟損失，並共有936人罹難。安琪拉曾是繼1970年的颱風鍾茵以來，令菲律賓受災最嚴重的熱帶氣旋，但紀錄已被2013年颱風海燕所打破。

## 風暴歷史

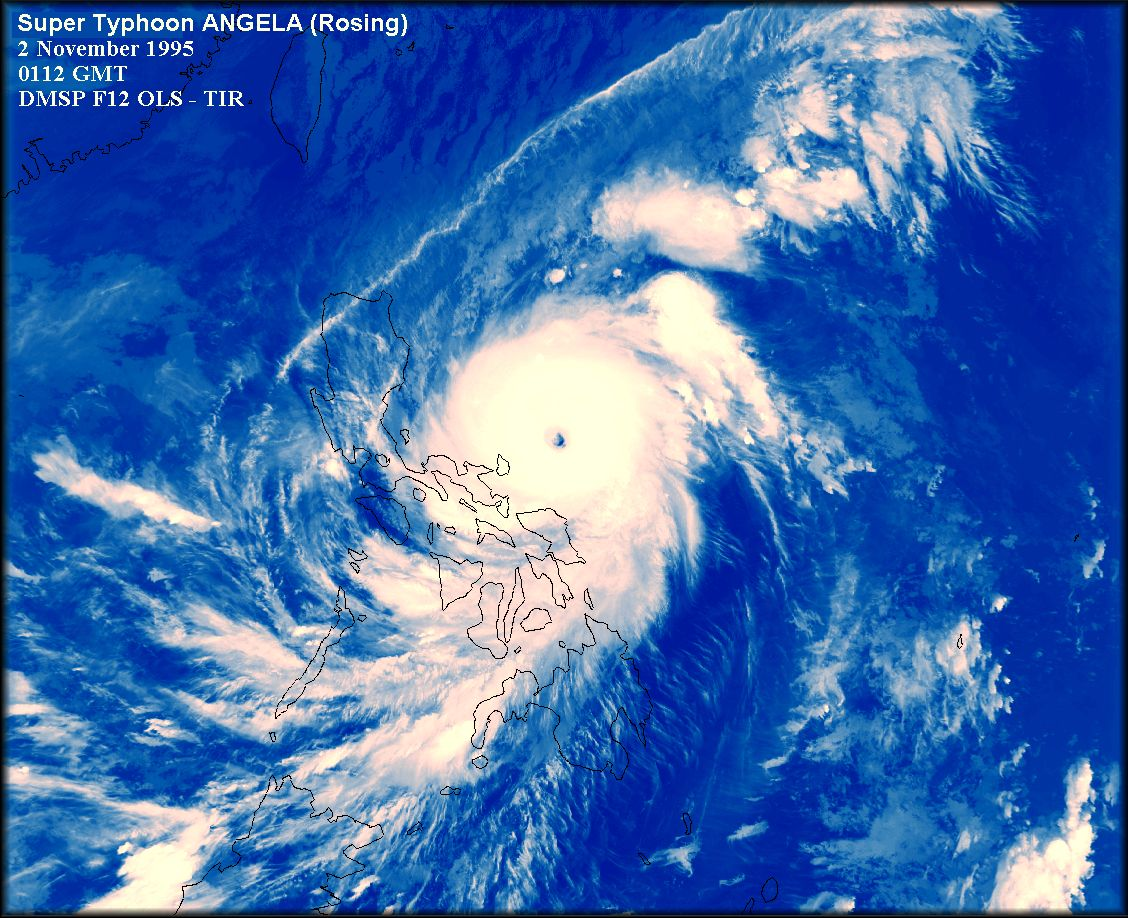
安琪拉即將登陸菲律賓

位於馬紹爾群島的一個熱帶擾動於1995年10月20日下午增強成為熱帶低氣壓。它接著向西移動，組織緩慢，至10月26日達到熱帶風暴強度，被命名為安琪拉。兩日後安琪拉增強為一颱風，並在10月31日至11月1日期間迅速增強為五級颱風，達到了一分鐘平均風速時速285公里（相當於時速180英里）的顛峰強度。之後它向西移動，並能大致維持其強度。11月2日，安琪拉以每小時260公里（相當於每小時160英里）的風力登陸及橫過菲律賓中部地區。出海後繼續以西北偏西方向移動，但由於受到高空風影響而逐漸減弱，並在海南島以南海域減弱為熱帶風暴，最後於11月7日在北部灣上空消散。

## 影響
該次風災在菲律賓造成超過900人死亡，亦為馬尼拉都會區、甲拉巴松和比科尔帶來破壞。經內部估計，安琪拉造成93.3億披索的經濟損失，但後來卻升至108.29億披索。
在受災地區，有超過96,000房屋受到破壞，橋樑和道路亦告損毀，在比科尔尤為嚴重。因為安琪拉曾經橫過馬尼拉和卡坦端內斯省，故該兩處的災情亦明顯。在卡拉瓦格，風暴潮加上因水坝决堤導致的水浸共造成121死亡。在鄰近的帕拉卡尔，因暴雨而形成的泥石流奪去了過百條人命。全國亦有三分之一地區在風災中停電。

## 紀錄
據聯合颱風警報中心所提供的資料，安琪拉的最低氣壓低至879百帕（毫巴），是為近代少數最強熱帶氣旋之一，與1979年颱風泰培所創下的最低氣壓紀錄只相差9毫巴。近年來，有學者根據德沃夏克分析法指出，安琪拉和1992年的颱風蓋伊的強度可能高於泰培，或只僅次於2013年颱風海燕及2020年颱風天鵝。
此外，安琪拉曾是繼1970年的瓊安以來，令菲律賓受災最嚴重的熱帶氣旋，但紀錄已被2013年颱風海燕所打破。

## 名字退役
安琪拉的菲律賓名字是Rosing，由於在菲律賓造成了廣泛的破壞，故菲律宾大气地球物理和天文管理局決定把「Rosing」這個名字退役，但「安琪拉」這個聯合颱風警報中心名字並無退役。不過，因為新的熱帶氣旋命名系統於2000年起啟用，所以這個名字不會再使用於西北太平洋上的颱風。

## 外部連結
- . 國立情報學研究所. （英文）